# 凹嘴鸛
凹嘴鸛（學名：Ephippiorhynchus senegalensis），又名鞍嘴鸛，是一種大型的鸛，分佈在撒哈拉以南非洲的蘇丹、埃塞俄比亞、肯雅及南非，並在岡比亞、塞內加爾、科特迪瓦及乍得也有分佈。
它是亚洲黑颈鹳的近亲，它们是黑颈鹳属中仅有的两个种。

## 特徵
凹嘴鸛是很大型的鳥類，高1.5米，翼展闊2.7米，可能是最高鸛。雄鳥較雌鳥大及重，介乎5.1-7.5公斤，雌鳥則重5-6.9公斤。牠們的頭部、頸部、背部、雙翼及尾巴都是黑色的，身體其餘部份及主飛羽都是白色的。巨大的喙是紅色的，有黑間及黃色的前盾。雙腳是黑色的，膝部是粉紅色的。雄鳥及雌鳥都是相同顏色，但雌鳥的瞳孔是金黃色的，而雄鳥的則是褐色的。雛鳥的羽毛是褐灰色的。
凹嘴鸛像其他鸛般，飛行時頸部伸直，而不像鷺科般彎曲。牠們飛行時會將喙保持在腹部以下。

## 繁殖
凹嘴鸛棲息在熱帶低地的沼澤及濕地。牠們會在樹上以樹枝築一個很大及很深的巢，每次產1-2隻重146克的蛋。牠們不會組成群族，很多時都是單獨一隻或一對的出沒。孵化期約為30-35天，雛鳥出生後的70-100天就會換羽。

## 食性
凹嘴鸛主要吃魚類、青蛙及蟹，也會吃雛鳥及其他陸地上的脊椎動物。牠們獵食時移動得很謹慎，有點像較大的鷺科。

## 文明
凹嘴鸛出現在古埃及的聖書體（加汀納符號表：G29）：
| G29 |

這個字有時被誤指為裸頸鸛。埃及第三王朝法老哈巴的名字就有這個字。

## 图集

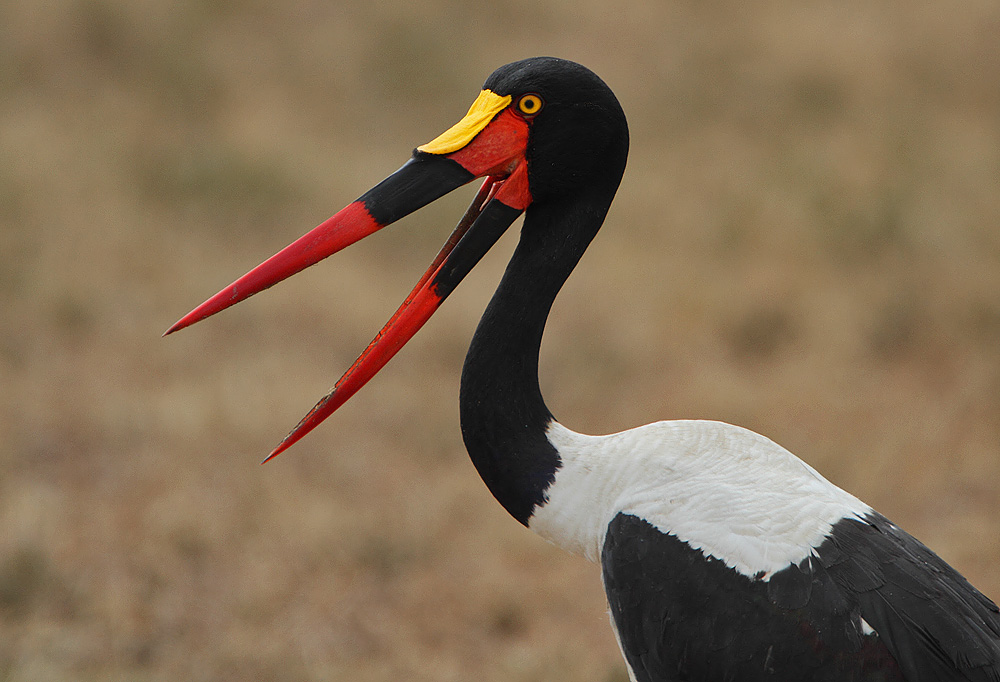
雌性
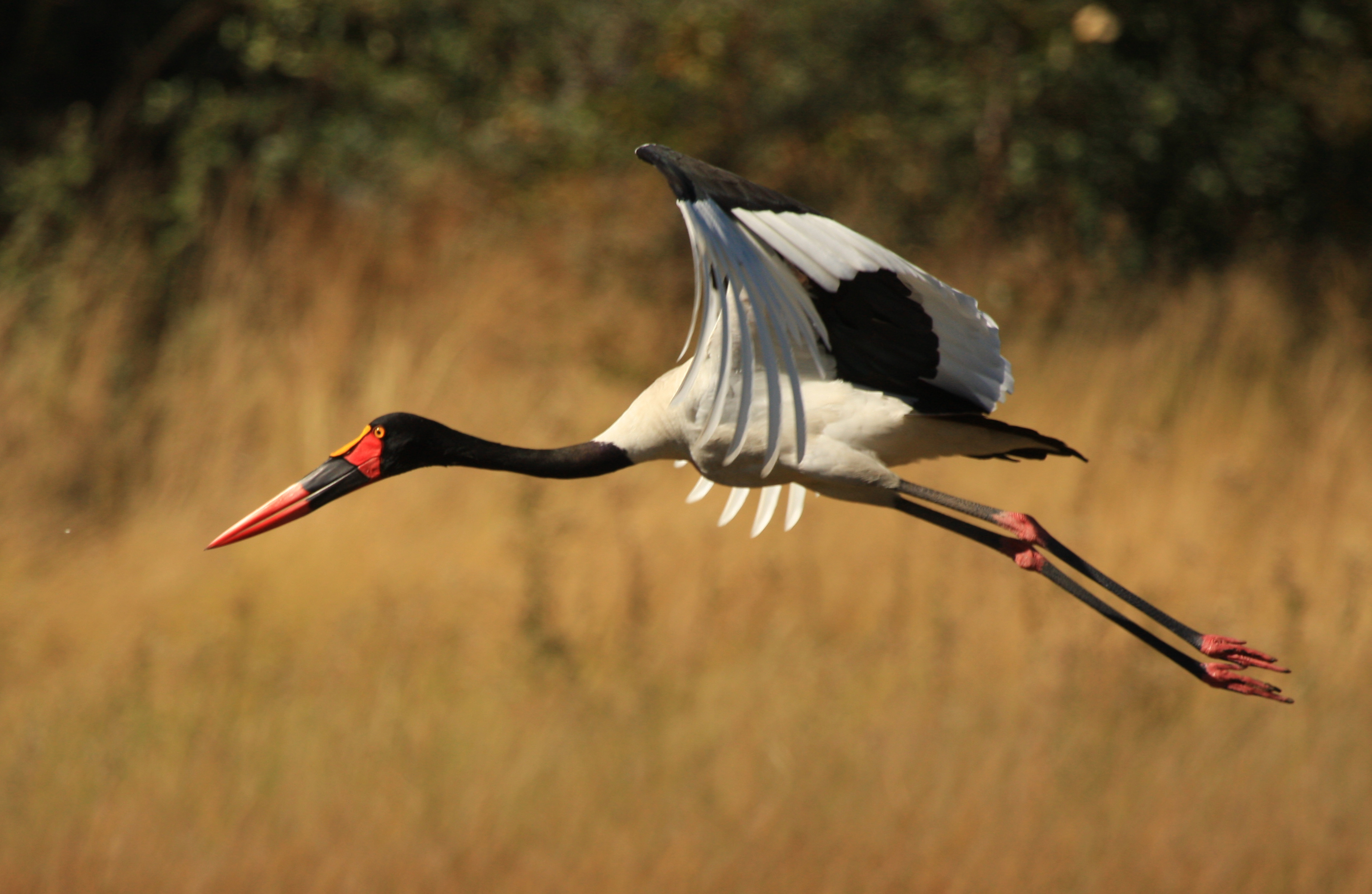
飞行中
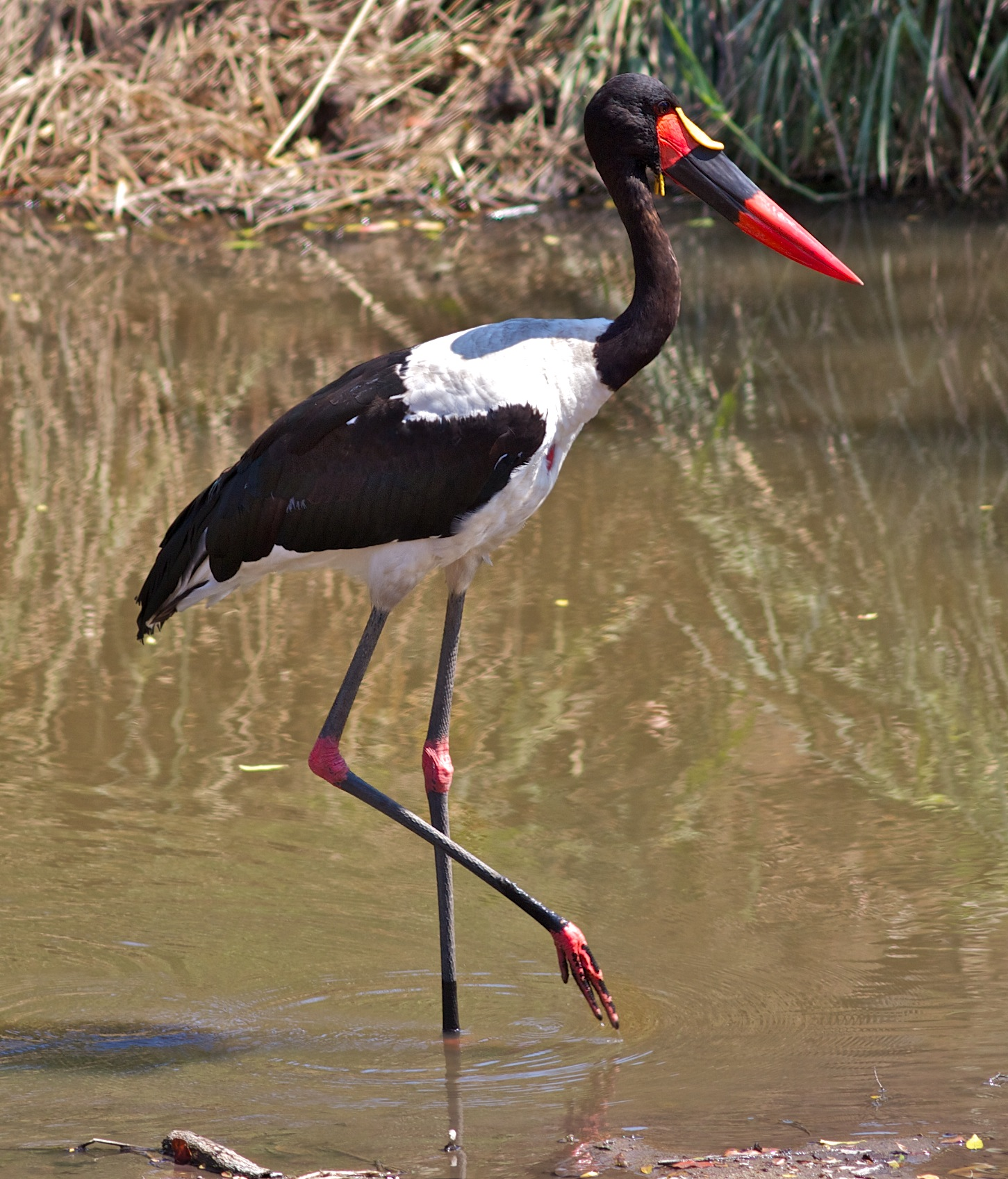
克留格爾國家公園
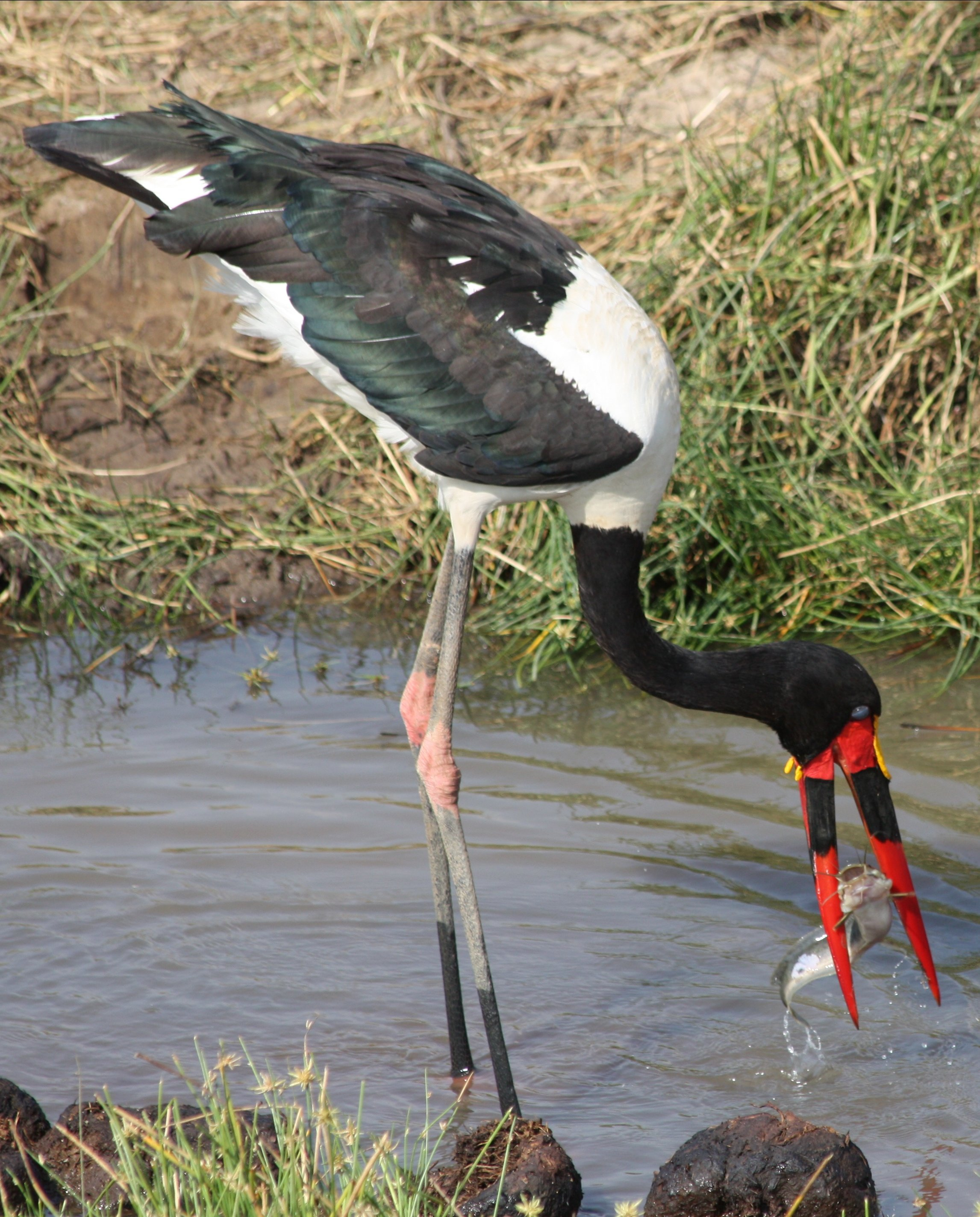
捕食
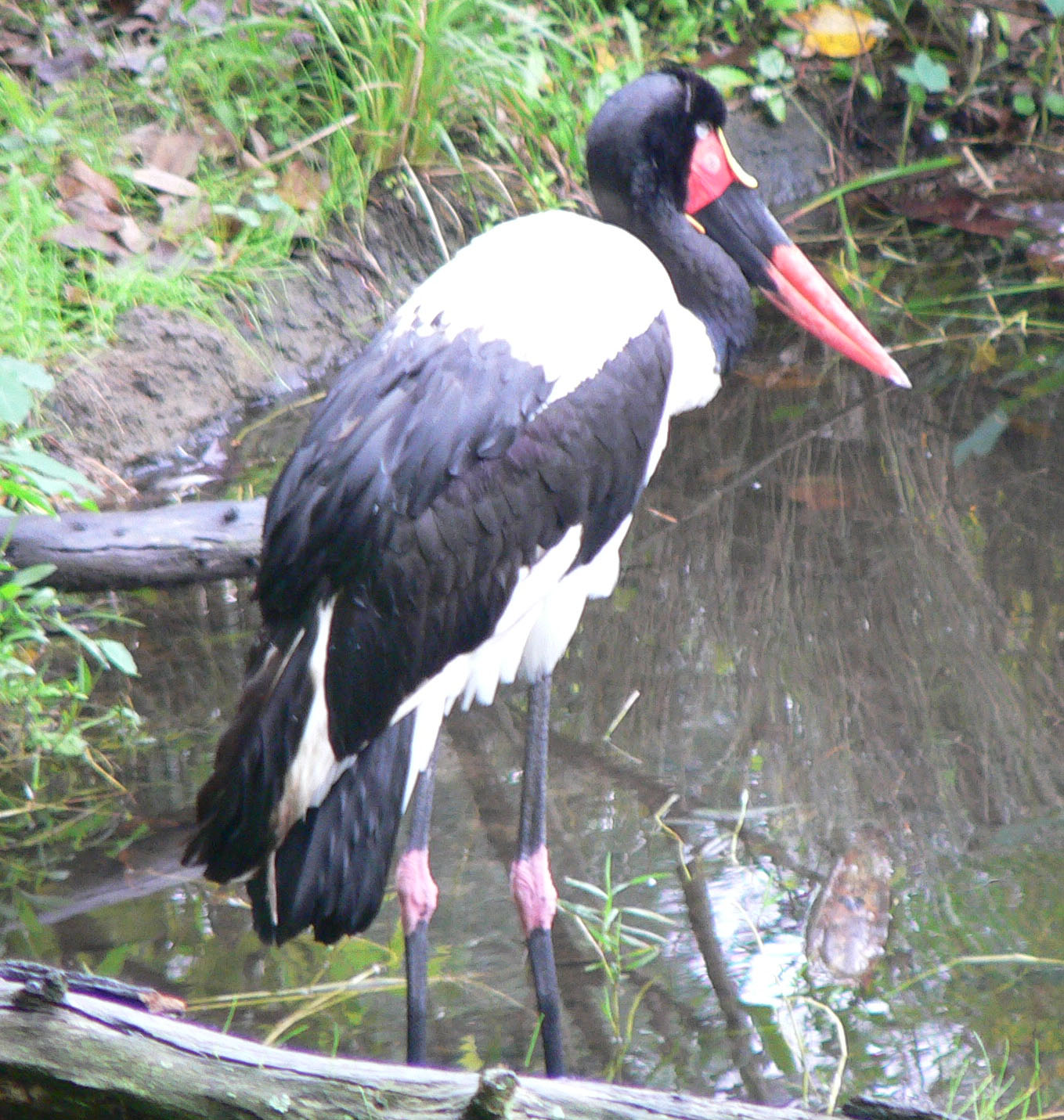
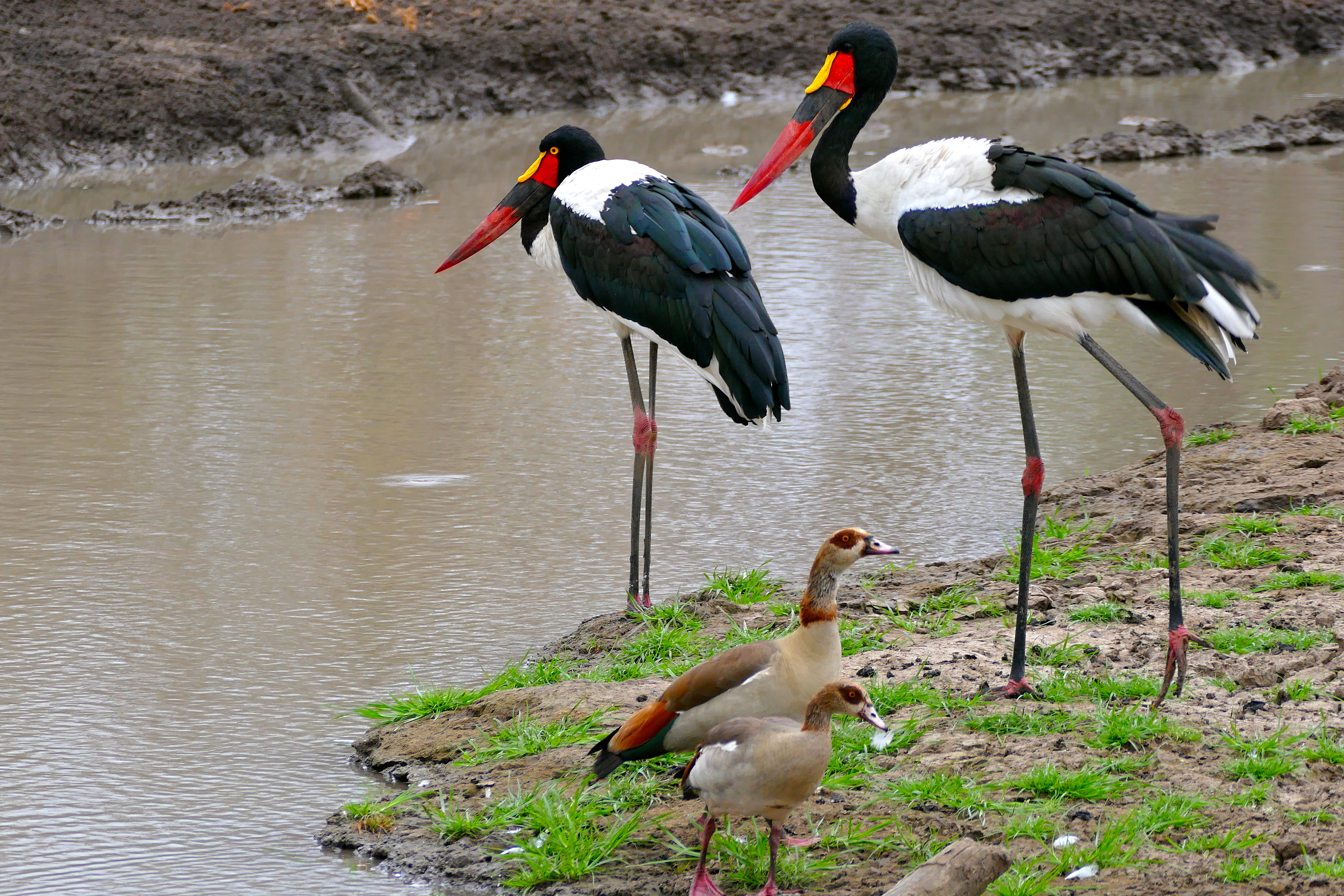
埃及雁与凹嘴鸛